# Julio Durán Pérez
Julio Durán Pérez (1870 — Oliva de Plasencia, 19 de agosto de 1936) foi um alcaide republicano e socialista assassinado com um tiro na nuca no início da Guerra Civil Espanhola por grupos fascistas.